# The Natural History and Antiquities of Selborne
The Natural History and Antiquities of Selborne, ou juste The Natural History of Selborne, est un ouvrage du naturaliste et ornithologue anglais Gilbert White. Il a d'abord été publié en 1789 par son frère Benjamin White. Il a été continuellement réimprimé depuis, avec près de 300 éditions jusqu'en 2007.
Le livre a été publié à la fin de la vie de White, et compilé à partir d'un mélange de ses lettres à d'autres naturalistes — Thomas Pennant et Daines Barrington —[Quoi ?] le « Calendrier de naturaliste » (dans sa deuxième édition) qui compare les observations phénologiques faites par White et William Markwick par rapport aux premières apparitions dans l'année de différents animaux et plantes, et les observations d'histoire naturelle organisées plus ou moins systématiquement par espèce et par groupe. Un second volume, moins souvent réimprimé, portait sur les antiquités de Selborne. Certaines des lettres n'ont jamais été envoyées, et ont été écrites pour le livre.

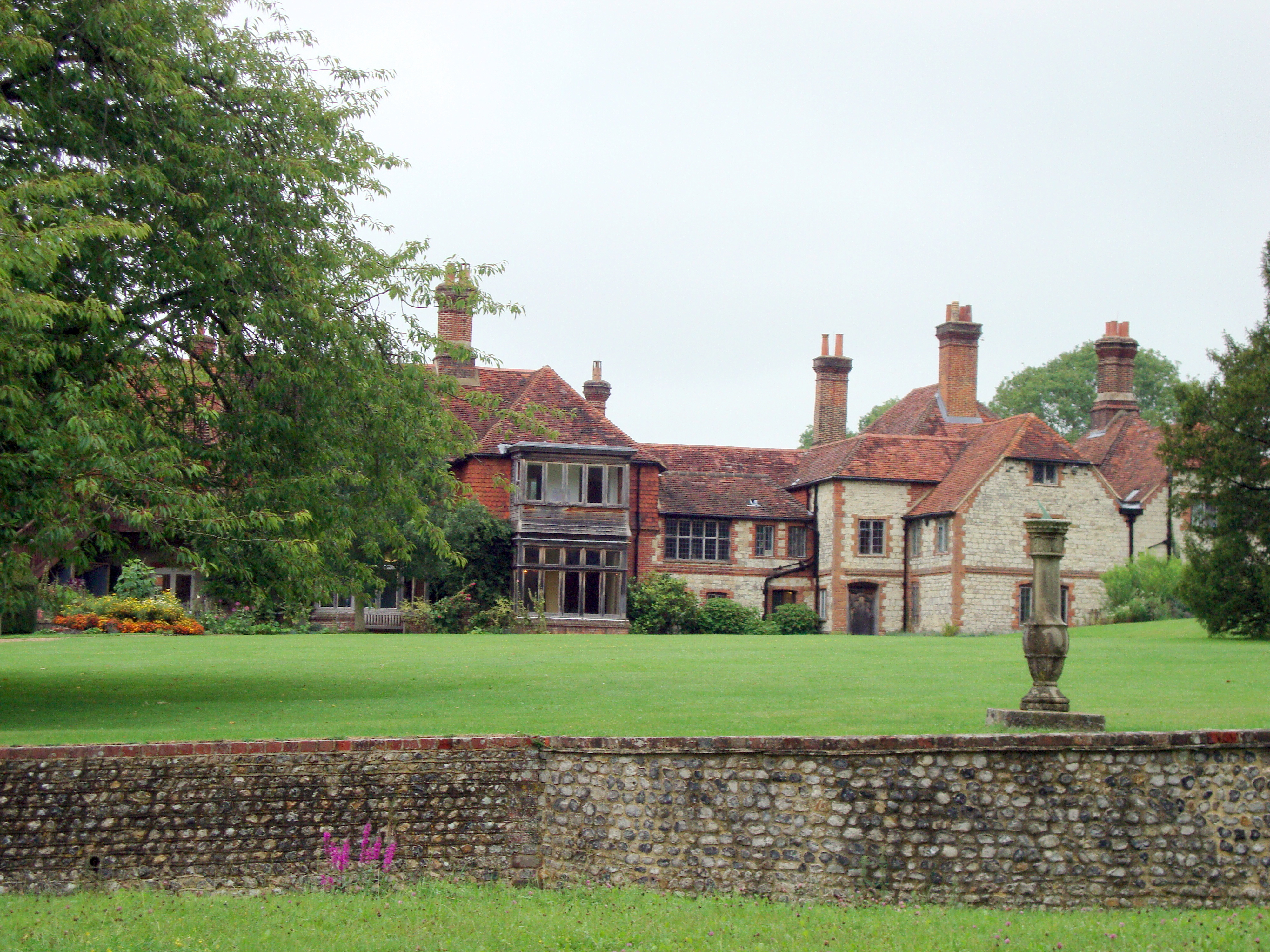
La maison de Gilbert White, The Wakes, est maintenant un musée.

Le livre de White a été plutôt bien accueilli à la fois par la critique contemporaine et par le public, mais a surtout connu un succès grandissant au début du XIXe siècle, jusqu'à devenir un classique incontournable du romantisme naturaliste anglais. Il a par la suite continué à être admiré par diverses figures littéraires du XIXe et du XXe siècle, notamment Samuel Taylor Coleridge, Thomas Carlyle, Charles Darwin, John Ruskin, Virginia Woolf et W. H. Auden. Ce travail a été vu comme une première contribution à l'écologie et en particulier à la phénologie. Le livre a été apprécié pour son charme et sa simplicité apparente, et la façon dont il donne une vision de l'Angleterre préindustrielle.
Le manuscrit original a été conservé et est exposé au musée Gilbert White à Selborne, dans le Hampshire.